# Batalha de Calávrita
A Batalha de Calávrita (em grego: Καλάβρυτα), também chamada Calavrias (em grego: Καλαβρυαί; romaniz.: Kalavryaí) ou Calavria (em grego: Καλαβρύη; romaniz.: Kalavrýe) foi travada em 1078 entre as tropas imperiais bizantinas do general (e futuro imperador) Aleixo Comneno e o governador rebelde de Dirráquio, Nicéforo Briênio, o Velho. Briênio rebelou-se contra Miguel VII Ducas (r. 1071–1078) e triunfou sobre a aliança dos regimentos regulares do exército bizantino nos Bálcãs. Mesmo após a derrota de Ducas por Nicéforo III Botaniates (r. 1078–1081), Briênio continuou sua revolta, e ameaçou Constantinopla. Após negociações falhas, Botaniates enviou o jovem general Aleixo Comneno para recrutar quaisquer forças que pudesse para confrontá-lo.
Os dois exércitos se chocaram em Calavria ou Calávrita, no rio Halmiro. Aleixo Comneno, cujo exército era consideravelmente menor e muito menos experiente, tentou emboscar o exército de Briênio. A emboscada falhou, e as alas de seu próprio exército foram repelidas pelos rebeldes. O próprio Aleixo mal conseguiu romper através de seu séquito pessoal, mas conseguiu reagrupar seus homens dispersos. Ao mesmo tempo, o exército de Briênio caiu em desordem após ter aparentemente vencido a batalha, e devido ao ataque de seu acampamento por seus próprios aliados pechenegues. Reforçado por mercenários turcos, Aleixo atraiu as tropas de Briênio em outra emboscada por meio duma falsa retirada. O exército rebelde quebrou, e Briênio foi capturado.
A batalha é conhecida através de dois registros detalhados, a Alexíada de Ana Comnena e o "Material para História" de seu marido Nicéforo Briênio, o Jovem, do qual o próprio registro de Ana depende em grande medida. É uma das poucas batalhas bizantinas descritas em detalhe, e por isso uma valiosa fonte para estudar as táticas do exército bizantino do final do século XI.

## Antecedentes

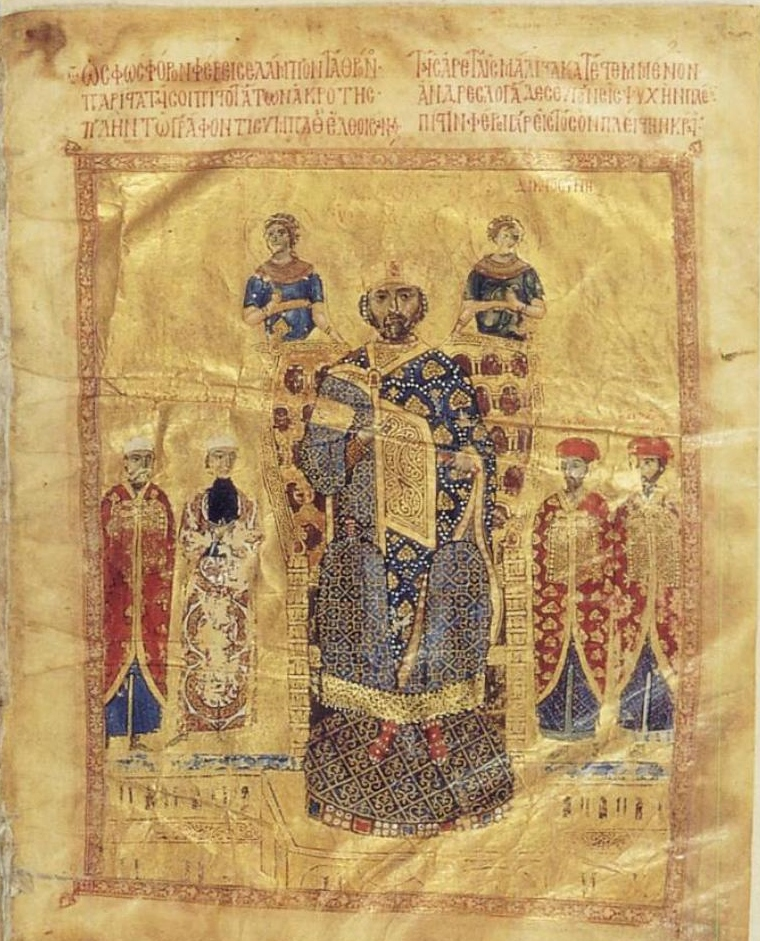
Iluminura de r. entre seus oficiais cortesões seniores

Após a derrota na batalha de Manzicerta em 1071 contra os turcos seljúcidas e a deposição de Romano IV (r. 1068–1071), o Império Bizantino experimentou uma década de rebeliões e tumultos internos quase contínuos. A guerra constante esgotou os exércitos imperiais, devastou a Ásia Menor e deixou-a sem defesa perante a invasão progressiva dos turcos. Nos Bálcãs, invasões de pechenegues e cumanos devastaram a Bulgária, e os príncipes sérvios renunciaram a sua aliança com os bizantinos.
O governo de Miguel VII (r. 1071–1078) falhou em lidar com a situação efetivamente, e rapidamente perdeu apoio entre a aristocracia militar. No final de 1077, dois grandes generais imperiais, Nicéforo Briênio, o Velho, o duque de Dirráquio nos Bálcãs Ocidental, e Nicéforo Botaniates, o estratego do Tema Anatólico na Ásia Menor Central, foram proclamados imperadores por suas tropas. Briênio velejou de Dirráquio em direção à capital imperial Constantinopla, ganhando amplo apoio ao longo de seu caminho e a lealdade de muito do exército de campo balcânico. Briênio, no entanto, preferiu negociar primeiro, mas Miguel VII repeliu suas ofertas, o que o levou a pedir que seu irmão João sitiasse a capital. Incapaz de superar suas fortificações, contudo, as forças rebeldes logo se retiraram. Este fracasso levou a nobreza da capital a virar-se para Botaniates: em março de 1078, Miguel VII foi forçado a abdicar e retirar-se como um monge, e Nicéforo Botaniates foi aceito na cidade como imperador.
De início, Botaniates carecia de qualquer número substancial de tropas para opor-se a Briênio, que no meio-tempo consolidou seu controle sobre a Trácia, efetivamente isolando a capital dos territórios imperiais balcânicos remanescentes. Botaniates enviou uma embaixada sob o proedro Constantino Querosfactes, um diplomata veterano, para conduzir negociações com Briênio. Ao mesmo tempo, ele nomeou o jovem Aleixo Comneno como seu doméstico das escolas (comandante-em-chefe), e procurou ajuda do sultão seljúcida Solimão (r. 1077–1086), que enviou 2 000 guerreiros e prometeu ainda mais. Em sua mensagem para Briênio, o idoso Botaniates (ele tinha 76 anos em sua ascensão) ofereceu-lhe o posto de césar e sua nomeação como herdeiro do trono. Briênio concordou em princípio, mas adicionou algumas condições próprias, e enviou os embaixadores de volta para Constantinopla para confirmação. Botaniates, que provavelmente iniciou negociações apenas para ganhar tempo, rejeitou as condições de Briênio e ordenou que Aleixo Comneno fizesse campanha contra o rebelde.

### Prelúdio

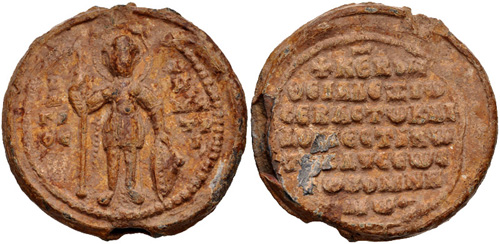
Selo de cobre de Aleixo como "doméstico das escolas do Ocidente"

Briênio acampou na planície de Cedócto (Kedóktos; um nome que deriva do latim aqueduto (aqueductus)), na estrada para Constantinopla. Seu exército era composto de 12 000 soldados, principalmente homens experientes dos regimentos (tagmas) da Tessália, Macedônia e Trácia, bem como mercenários francos e o tagma elite dos Heteria. As forças de Aleixo incluíam 2 000 arqueiros a cavalo turcos, 2 000 comatenos da Ásia Menor, algumas centenas de cavaleiros francos da Itália e o recém-criado regimento dos atánatos (imortais), que foi criado pelo ministro-chefe de Miguel VII, Niceforitzes, e pretendia formar o núcleo de um exército novo. As estimativas da força total de Aleixo variam de 5 500–6 500 (Haldon) para 8 000–10 000 (Birkenmeier), mas é certo que ele estava em considerável desvantagem contra Briênio; sua força não só era consideravelmente menor, mas também menos experiente que os veteranos de Briênio. 
As forças de Aleixo partiram de Constantinopla e acamparam na costa do rio Halmiro (oeste de Heracleia Perinto, atual Marmara Ereğlisi), próximo do forte de Calavria ou Calávrita (em grego: Καλάβρυτα). Curiosamente, e numa transgressão da prática estabelecida, ele não fortificou seu campo, talvez para não fatigar ou desmotivar seus homens com uma admissão implícita de fraqueza. Ele então enviou seus aliados turcos para procurar a disposição, força e intenções de Briênio. Os espiões de Aleixo facilmente concluíram seus objetivos, mas na véspera da batalha alguns foram capturados e Briênio também foi informado da força inimiga.

## Batalha

### Disposição inicial e planos

A disposição inicial e a fase de abertura da batalha, com a emboscada falha de Aleixo.

Briênio dispôs seu exército na típica divisão tripla, cada uma em duas linhas, como prescrito pelos manuais militares bizantinos. A ala direita, sob seu irmão João, era de 5 000 efetivos e compreendia mercenários francos, a cavalaria tessália, o Hetaireia, e os regimentos maniácatas (descendentes dos veteranos da campanha de Jorge Maniaces na Sicília e Itália). Sua ala esquerda, de 3 000 homens da Trácia e Macedônia, foi situada sob Catacalo Tarcaniota, e o centro, sob o próprio Briênio, compreendeu 3 000–4 000 homens da Tessália, Trácia e Macedônia. Novamente, de acordo com a doutrina padrão, em sua extrema esquerda, a cerca de meio quilômetro (dois estádios) da força principal, ele estacionou um destacamento flanqueado (hipercerastas) de pechenegues.
Aleixo dispôs seu exército menor em espera próximo do acampamento de Briênio e dividiu-o em dois comandos. A esquerda, que confrontou a divisão mais forte de Briênio, foi comandada por ele e compreendeu os cavaleiros francos à direita e os atánatos à esquerda. O comando da direita estava sob Constantino Catacalo e compreendeu os comatenos e turcos. Aos últimos, de acordo com a Alexíada, foi dada a função de guarda de flanco (plagiofílaces) e o objetivo de observar e conter os pechenegues. Reciprocamente, na extrema esquerda, Aleixo formou seu próprio destacamento flanqueado (aparentemente retirado de dentre os atánatos), ocultado pela visão do inimigo dentro de um vazio. Dada sua inferioridade, Aleixo foi forçado a manter-se na defensiva. Sua única chance de sucesso foi que seus flanqueadores, ocultados pelo terreno acidentado, surpreendessem e criassem confusão suficiente entre os homens de Briênio para que ele e sua ala esquerda forte penetrassem em suas linhas.

### Colapso do exército de Aleixo

A segunda fase da batalha: o flanco direito de Aleixo colapsou e ele mal conseguiu escapar o cerco. Os pechenegues de Briênio, contudo, romperam sua perseguição e atacaram seu acampamento, jogando a retaguarda de Briênio na confusão.

Como as forças rebeldes avançaram em direção a sua linha inimiga, os flanqueadores de Aleixo fenderam sua emboscada. O ataque deles causou certa confusão inicial, mas Briênio (ou, de acordo com a Alexíada, seu irmão João, que comandou a ala direita) mobilizou seus homens e levou adiante a segunda linha. Este contra-ataque quebrou os flanqueadores. Como eles retrocederam em pânico, eles caíram sobre os atánatos, que também entraram em pânico e fugiram, abandonando seus postos. Embora sofressem algumas baixas pela perseguição pelos homens de Briênio, muitos conseguiram escapar ilesos para a retaguarda do exército de Aleixo.
Aleixo, que estava lutando com seu séquito ao lado dos francos, não percebeu imediatamente que sua ala esquerda havia colapsado. No meio tempo, na ala direita, os comatenos, lutando com os homens de Tarcaniota, foram flanqueados e atacados na retaguarda pelos pechenegues, que de algum modo evadiram os guardadores de flanco turcos. Os comatenos também quebraram e fugiram, e o destino de Aleixo parecia selado. Neste ponto, contudo, os pechenegues desistiram de completar o seu sucesso, e em vez disso voltaram e começaram a saquear o acampamento de Briênio. Após conseguirem quanto saque podiam, deixaram a batalha e voltaram para suas terras.
No entanto, a vitória de Briênio parecia certa, e suas alas começaram a envolver os francos de Aleixo no centro. Foi então que Aleixo percebeu sua posição. Desesperando=se na eminência da derrota (e, como Nicéforo Briênio, o Jovem registra, porque tinha desobedecido as ordens imperiais de esperar mais reforços turcos e receava punição de Botaniates), ele no início resolveu tentar um ataque tudo ou nada sobre Briênio e decapitar o exército inimigo, mas foi dissuadido por seu criado. Com apenas seis homens em torno dele, ele conseguiu romper através dos soldados inimigos circundantes para a retaguarda deles. A confusão reinava lá, como resultado do ataque pechenegue no acampamento rebelde, e neste tumulto Aleixo viu o cavalo de desfile imperial de Briênio com suas duas espadas de Estado sendo removido para segurança. Aleixo e seus homens atacaram a escolta, capturaram o cavalo e afastaram-se com ele do campo de batalha.
Tendo alcançado uma colina atrás da posição original de seu exército, Aleixo começou a reagrupá-lo com unidades que haviam quebrado. Ele enviou mensageiros para reagrupar os seus homens espalhados com notícias de que Briênio tinha sido morto, com seu cavalo de desfile como evidência. Ao mesmo tempo, o prometido reforço turco começou a chegar, elevando a moral de seus homens. Enquanto isso, no campo de batalha, o exército de Briênio reuniu-se em torno dos francos de Aleixo, que desmontaram e ofereceram rendição. No processo, contudo, o exército rebelde tornou-se totalmente desordenado, com unidades misturadas e suas formações desarranjadas. As reservas de Briênio tinham sido lançadas na confusão pelo ataque pechenegue, enquanto suas linhas frontais relaxaram, pensando que a batalha havia acabado.

### Contra-ataque de Aleixo

Fase final: Aleixo reagrupa seu exército, ataca as forças rebeldes, e atrai-os para uma nova emboscada. O exército inimigo colapsa, e Briênio é capturado

Tendo restaurado a ordem às forças sobreviventes, e consciente da confusão nas forças de Briênio, Aleixo decidiu contra-atacar. O plano que dispôs fez maior uso das habilidades particulares de seus arqueiros turcos a cavalo. Ele dividiu sua força em três comandos, dos quais dois foram deixados atrás em emboscada. O outro, formado pelos imortais e comatenos sob Aleixo, não foi disposto em uma linha contínua, mas quebrado em pequenos grupos, entremeados com outros grupos de arqueiros a cavalo. Este comando avançou sobre os rebeldes, atacou-os e então fingiu retirar-se e atraiu-os para a emboscada.
O ataque da divisão de Aleixo inicialmente pegou de surpresa os homens de Briênio, mas, sendo tropas veteranas, logo recuperaram-se e novamente começaram e empurrá-los. Retrocedendo, as tropas de Aleixo, e especialmente os turcos, empregaram táticas de escaramuça, atacando a linha inimiga e então retirando-se rapidamente, assim mantendo seus oponentes encurralados e enfraquecendo a coerência da linha deles. Alguns entre os homens de Aleixo resolveram atacar Briênio, e o general rebelde teve que defender-se de vários ataques.
Quando a batalha alcançou o local da emboscada, as alas de Aleixo, comparadas na Alexíada a um "enxame de vespas", atacou o exército rebelde nos flancos atirando flechas e gritando estridentemente, espalhando pânico e confusão entre os homens de Briênio. Apesar da tentativa de Briênio e seu irmão João para reagrupá-los, o exército deles quebrou e fugiu, e outras unidades, que estavam seguindo atrás, fizeram o mesmo. Os dois irmãos tentaram colocar uma defesa de retaguarda, mas foram superados e capturados.

## Rescaldo

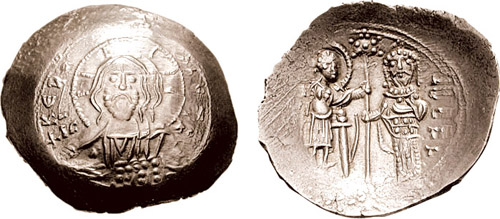
Histameno de Aleixo I Comneno r.

A batalha marcou o fim da revolta de Briênio, embora Nicéforo Basilácio tenha cooptado muito do exército derrotado de Briênio e tentado tomar o trono. Ele também foi derrotado por Aleixo Comneno, que então prosseguiu na expulsão dos pechenegues da Trácia. O Briênio mais velho foi cegado sob ordens de Botaniates, mas o imperador mais tarde teve pena dele e restaurou seus títulos e fortuna. Após Aleixo Comneno tomar o trono em 1081, Briênio foi honrado com altas distinções. Ele até mesmo manteve o comando durante as campanhas de Aleixo contra os pechenegues e defendeu Adrianópolis de um ataque rebelde em 1095. Seu filho ou neto, Nicéforo Briênio, o Jovem, casou-se com Ana Comnena, a filha de Aleixo. Ele tornou-se um proeminente historiador e general do reinado de Aleixo, posteriormente elevado ao posto de César.